# Eichwalde
Eichwalde är en kommun och ort (Gemeinde) i Tyskland, belägen i Landkreis Dahme-Spreewald i förbundslandet Brandenburg och är en villaförort omedelbart utanför Berlins sydöstra stadsgräns.

## Geografi
Eichwalde är en till ytan liten (2,8 km²) villaförort till Berlin, som är tätbebyggd och på alla sidor omgiven av liknande bebyggelse; i norr stadsdelen Schmöckwitz i Berlin, samt i väster orten Schulzendorf och i söder orten Zeuthen, båda i Landkreis Dahme-Spreewald i Brandenburg.  Eichwalde är Brandenburgs näst mest tätbefolkade kommun (efter Glienicke/Nordbahn) och är också enligt en undersökning i dagstidningen Märkische Allgemeine 2010 den rikaste kommunen per capita i Landkreis Dahme-Spreewald.  Orten gränsar på sin östra sida till sjön Zeuthener See i floden Dahme.

## Historia
Orten Eichwalde bildades intill järnvägen Berlin-Görlitz 1893, då området styckades av från godset Radeland vid Schmöckwitz. Under slutet av 1800-talet och första hälften av 1900-talet bebyggdes området som en villaförort till Berlin, med många stora villor i den gamla ortskärnan.  Vid bildandet av Stor-Berlin 1920 kom Eichwalde att hamna omedelbart utanför Berlins stadsgräns.  Orten låg från 1945 till 1990 i den sovjetiska ockupationssektorn och Östtyskland.
Eichwalde har sedan Tysklands återförening 1990 haft en stark befolkningstillväxt; framtida tillväxtmöjligheter begränsas dock av bristen på tillgänglig mark för ny villabebyggelse.

## Befolkning
- Befolkningsutvecklingen i de nuvarande gränserna (Blå linje: Befolkning—Prickade linjen: Jämförelse med utvecklingen av Brandenburg—Grå bakgrund: Period av Nazi styre—Röd bakgrund: Period av kommunistiskt styre)
- Aktuella befolkningsutveckling (blå linjen) och prognoser (prickade linjen).

| År   | Invånare |
| ---- | -------- |
| 1875 | 54       |
| 1890 | 28       |
| 1910 | 1 565    |
| 1925 | 3 069    |
| 1933 | 4 815    |
| 1939 | 6 318    |
| 1946 | 5 847    |
| 1950 | 6 493    |
| 1964 | 6 352    |
| 1971 | 6 377    |

| År   | Invånare |
| ---- | -------- |
| 1981 | 5 962    |
| 1985 | 5 705    |
| 1989 | 5 218    |
| 1990 | 5 141    |
| 1991 | 5 030    |
| 1992 | 4 942    |
| 1993 | 4 860    |
| 1994 | 4 864    |
| 1995 | 4 887    |
| 1996 | 4 972    |

| År   | Invånare |
| ---- | -------- |
| 1997 | 5 277    |
| 1998 | 5 551    |
| 1999 | 5 720    |
| 2000 | 5 737    |
| 2001 | 5 749    |
| 2002 | 5 823    |
| 2003 | 5 837    |
| 2004 | 5 976    |
| 2005 | 6 002    |
| 2006 | 6 078    |

| År   | Invånare |
| ---- | -------- |
| 2007 | 6 073    |
| 2008 | 6 114    |
| 2009 | 6 113    |
| 2010 | 6 205    |
| 2011 | 6 252    |
| 2012 | 6 305    |
| 2013 | 6 359    |
| 2014 | 6 421    |
| 2015 | 6 426    |
| 2016 | 6 490    |

| År   | Invånare |
| ---- | -------- |
| 2017 | 6 449    |
| 2018 | 6 468    |
| 2019 | 6 420    |
| 2020 | 6 452    |

## Kommunikationer
Orten har en hållplats Eichwalde för Berlins pendeltåg på linjerna S 46 och S 8.
I närheten av Eichwalde passerar Berlins ringled A 10, samt motorvägarna A 13, A 113 och A 117.
Orten ligger under den östra inflygningen till Berlin-Schönefelds flygplats, vilket orsakat protester från boende i området i samband med utbyggnaden till Berlin-Brandenburgs flygplats.

## Kända Eichwaldebor
- Paul Merker (1894-1969), kommunistisk politiker och författare.
- Sonja Ziemann (född 1926), skådespelerska.

## Vänorter
- Ośno Lubuskie, Lubusz vojvodskap, Polen.